# 금왕생활체육공원
금왕생활체육공원(金旺生活體育公園, Geumwang Sports Park)은 대한민국 충청북도 음성군에 있는 스포츠 시설이다. 인조잔디 필드와 우레탄 트랙이 갖춰진 경기장이며, 2009년 6월에 준공되었다.

## 참고 문헌
- “금왕생활체육공원”. 음성군청.
- 《2019년 전국 공공체육시설 현황 (2018년말 기준)》. 대한민국 문화체육관광부. 2020.
- 《2023 전국 공공체육시설 현황 (2022년 12월말 기준)》. 대한민국 문화체육관광부. 2024.